# 69 de l'Àguila
69 de l'Àguila (69 Aquilae) és una estrella de la constel·lació de l'Àguila. la seva magnitud aparent és +4,91.